# منتخب ليختنشتاين لهوكي الجليد
منتخب ليختنشتاين الوطني لهوكي الجليد (بالألمانية: Liechtensteinische Eishockeynationalmannschaft)‏ هو ممثل ليختنشتاين الرسمي في المنافسات الدولية في هوكي الجليد .